# هارفي باركر
هارفي باركر هو فلاح وتاجر وسياسي كندي، ولد في 28 ديسمبر 1834، وتوفي في 7 يناير 1892. انتخب عمدة أيلمير ‏.